# Котіс I (цар Боспору)
Котіс I або Тиберій Юлій Котіс Філоцезар Філоромеос Евсеб (* Τιβέριος Ἰούλιος Κότυς Α' Φιλόκαισαρ Φιλορωμαῖος Eὐσεβής, д/н —67) — цар Боспору у 44-63 роках.

## Життєпис
Походив з династії Аспургів. Син царя Рескупоріда I та Гепепіриди, онуки Полемона I. Після смерті батька у 38 році, разом з братом Мітрідатом III успадкував владу. Проте правила їх мати. Того ж року позбавлений прав імператором Гаєм Калігулою, який поставив боспорським царем вуйка Котіса та Мітрідата — Полемона II.
41 року після того, як імператор Клавдій передав владу братові Котіса, останній не отримав жодних посад. Згодом Мітрідат III відправив Котіса до Риму задля налагодження тісних стосунків з римлянами. Натомість Котіс викрив плани брата стосовно здобуття незалежності Боспору. За цю зраду Клавдій оголосив у 44 році Котіса базилевсом Боспору, наказавши Авлу Дідію Галлу скинути Мітрідата III.
45 року римський гарнізон під проводом Авла Дідія Галла увійшов до Боспору Кімерійського, і скинув Мітрідата, поставивши на трон Котіса І. Після цього кілька римських когорт під командуванням Гая Юлія Аквіли залишилися на Боспорі для підримання порядку.
Хоча 45 року Котіс I зайняв основні міста Боспору, проте брат отримав підтримку могутнього племені сіраків. Тому сам Котіс I заручився допомогою вождя племені аорсів Евнона. Боротьба тривала до 49 року. Коли Котіс і Аквіла завдали остаточної поразки армії Мітрідата на річці Дон. Мітрідат був змушений здатися, схоплений і доставлений до Риму як полонений.
Котіс I звів у Кесарії (Пантікапеї) і Фанагорії храм Кесаря Себаста і був їх довічним архієреєм. У 57 і 59 роках Котіс посилав хліб для армії Умідія Квадрата, що воював з парфянами. В його правління римська ескадра почала регулярне патрулювання Понтійських берегів. У 63 році, маючи намір підкорити Кримський піострів, римський імператор Нерон повалив боспорського царя, підкоривши царство наміснику Нижньої Мезії. Котіса було відправлено до Риму, де той помер у 67 році.